# Ingegneria elettrochimica
Ingegneria elettrochimica è la branca dell'ingegneria che si occupa con le applicazioni tecnologiche dei fenomeni elettrochimici (come la sintesi di sostanze chimiche per via elettrolitica, la raffinazione di metalli, batterie e celle a combustibile, i sensori, la modifica della superficie dei materiali per via elettrolitica e il controllo della corrosione). Uno dei pionieri di questo campo dell'ingegneria fu Charles Frederick Burgess.

## Storia
Questo ramo della ingegneria è emerso gradualmente dall'ingegneria chimica. Le opere di Wagner (1962) e Levich (1962) hanno influenzato l'emersione di ingegneria elettrochimica, perché il loro lavoro ha ispirato tanti altri. Individui, tra cui Tobias, Ibl, e Hine, hanno stabilito centri di formazione e di ingegneria, e con i loro colleghi, hanno sviluppato importanti metodi sperimentali e teorici di studio.